# Packard Bell
Packard Bell är en datortillverkare och ett varumärke som ägs av det taiwanesiska företaget Acer Inc.
Packard Bell grundade 1926 som en amerikansk radiotillverkare. Produktionen utökades senare med annan hemelektronik, såsom tv-apparater, samt försvarsteknik. 1978 köptes företaget upp av Teledyne.
Israeliska investerare köpte 1986 rättigheterna till namnet Packard Bell för att användas för lågbudget-PC-datorer. Packard Bell blev den första IT-tillverkaren som sålde sina produkter via stora varuhus och butikskedjor. Samtidigt fick de rykte om att ha dålig kvalitetskontroll. Det ryktet förvärrades 1995 då företaget anklagades för att använda begagnade komponenter i maskiner som såldes som nya. Kritiker belyser även det flitiga användandet av icke-standarder, såsom nätaggregat i udda former och integrerade komponenter som försvårar systemuppgraderingar. Packard Bell var 1988 bland de första tillverkarna som erbjöd sina kunder gratis teknisk support. Några fler saker som Packard Bell var tidiga med var då de 1991 började förse alla sina datorer med CD-ROM-läsare och då de 2001 utrustade sina datorer med DVD-brännare.
I slutet av 1990-talet köpte NEC företaget, och 2008 såldes det till Acer.